# Sindang (Dukuhwaru)
Sindang is een bestuurslaag in het regentschap Tegal van de provincie Midden-Java, Indonesië. Sindang telt 3488 inwoners (volkstelling 2010).